# Hans Leo Hassler
Hans Leo Haßler (1564-1612) foi um compositor alemão e organista da alta Renascença e início do Barroco. Nasceu em Nuremberg e morreu em Frankfurt am Main. Era conhecido sobretudo como organista e projetista de órgãos, mas também escreveu diversas e belas obras corais como Sacrae Cantiones e Sacri Concentus.

## Biografia
Hans Leo Hassler era filho de um organista, tendo recebido sua primeira instrução musical de seu próprio pai. Em 1584, Hassler tornou-se o primeiro de muitos compositores alemães a viajar para a Itália para continuar seus estudos; chegou a Veneza durante o pico de atividades da Escola Veneziana, (compositores que escreveram música no resplendente estilo policoral veneziano), estilo que se tornou popular fora da cidade onde nasceu. Hassler já estava familiarizado com parte dessa música, já que algumas partituras impressas circulavam na Alemanha, devido ao interesse de Leonhard Lechner, que era associado a Orlande de Lassus em Munique.
Em Veneza, tornou-se amigo de Giovanni Gabrieli, com quem compôs um moteto nupcial para Georg Gruber, um mercador de Nuremberg que vivia em Veneza, em 1600. Juntos estudaram com Andrea Gabrieli, tio de Giovanni. De Andrea, Hassler recebeu instrução em composição e órgão.
Após a morte de Andrea Gabrieli, Hassler voltou para a Alemanha no segundo semestre de 1585, mudando-se para Augsburgo, onde trabalhou como organista para o nobre Otávio II Fugger. Os anos que passou em Augsburgo foram extremamente criativos para ele. Além disso, tornou-se bastante conhecido como compositor e organista naquele tempo, embora sua influência fosse limitada, porque era um protestante numa região que ainda era extremamente católica romana.
Hassler não era apenas um compositor, mas também um organista ativo e consultor de fabricantes de órgãos. Em 1596, Hassler, juntamente com 53 outros organistas, teve a oportunidade de examinar um novo instrumento com 59 registros, na Schlosskirche, em Groningen. Hassler era continuamente reconhecido por sua perícia em design de órgãos e era sempre requisitado para experimentar novos instrumentos. Usando o seu vasto conhecimento em órgão, Hassler entrou no mundo da construção mecânica de instrumentos e desenvolveu um órgão de corda (como num relógio de cordas) que foi depois vendido ao imperador Rodolfo II.
Em 1602, Hassler retornou a Nuremberg, onde se tornou mestre-de-capela ou diretor municipal de música. Ali foi empossado como 'Kaiserlichen Hofdiener' na corte de Rodolfo II. Em 1604, tirou uma licença e viajou para Ulm, onde casou-se com Cordula Claus. Quatro anos depois, Hassler mudou-se para Dresden, onde trabalhou como organista-de-câmara eleitoral para o Eleitor Cristiano II da Saxônia e, eventualmente, como mestre-de-capela. Nessa época, Hassler já havia desenvolvido uma tuberculose que iria interromper sua vida em junho de 1612. Após sua morte, Michael Praetorius e Heinrich Schütz foram indicados para o seu lugar.

## Estilo
Hassler foi um dos primeiros a trazer as inovações do estilo veneziano através dos Alpes. Por meio de suas canções, "à maneira de um madrigal estrangeiro e cançonetas" e 'Lustgarten', Hassler trouxe para a Alemanha as villanelle, canzonette e canções para dança de Gastoldi e Vecchi. Como o primeiro grande compositor alemão a fazer uma "viagem italiana", a influência de Hassler foi uma das razões do domínio italiano sobre a música alemã e da tendência comum de os músicos alemães completarem sua educação na Itália. Quando músicos do nível de Lassus tinham trabalhado na Alemanha por muitos anos, eles representaram a velha escola, a prima pratica, o totalmente desenvolvido e refinado estilo de polifonia da Renascença; na Itália, novas tendências faziam emergir o que viria a ser depois chamado de período barroco. Músicos como Hassler e, depois, Schütz, carregaram o estilo concertato, a ideia policoral e a expressão de livre emoção dos venezianos na cultura alemã, criando o primeiro e mais importante desenvolvimento barroco fora da Itália.
Apesar de Hassler ser protestante, escreveu muitas missas e dirigiu a música para celebrações católicas em Augsburgo. Enquanto estava a serviço de Otávio Fugger, Hassler dedicou-lhe tanto as suas "Canções Sacras" como um livro de missas para 4 a 8 vozes. Devido às exigências dos patrocinadores católicos, e a suas próprias crenças protestantes, as composições de Hassler representaram uma habilidosa combinação de ambos os estilos musicais religiosos, que permitiram que suas composições funcionassem em ambos os contextos. Assim, muitas das obras de Hassler puderam ser usadas tanto na Igreja Católica Romana quanto na Igreja Luterana. Durante sua permanência em Ausburgo, Hassler produziu apenas duas obras que foram especícicas para a igreja Luterana. Sob a encomenda da cidade livre de Nuremberg, os "Psalmen Simpliciter" foram compostos em 1608, e foram dedicados à cidade. Hassler produziu também os "Psalmen und christliche Gesange, mit vier Stimmen auf die Melodien fugweis Komponiert" em 1607, e dedicou-a ao Eleitor Christiano II da Saxônia. Estilisticamente, as primeiras obras de Hassler mostravam reflexos da influência de Lassus, enquanto suas últimas obras são marcadas por impressões adquiridas pelos seus estudos na Itália. Após retornar da Itália, Hassler incorporou técnicas policorais, contrastes de texturas e cromatismos ocasionais em suas composições. Suas ultimas missas caracterizaram-se por melodias leves, justapostas com a graça e a fluidez das canções madrigalescas para dança, criando, assim, um charmoso estilo sacro que era mais sonoro do que profundo. Sua música secular—madrigais, canzonette e canções na música vocal, e ricercari, canzonas, intróitos e toccatas, na música instrumental—mostra muitas das técnicas dos Gabrielis na Itália, mas com um caráter algo mais contido, e sempre atento à "artesanatilidade" e à beleza do som. Entretanto, o maior sucesso de Hassler na combinação do estilo germânico com o italiano foi em seus lieder. Em 1590, Hassler soltou sua primeira publicação, um conjunto de vinte e quatro "canzonetas" a quatro partes. Os "Lustgarten neuer teutscher Gesang, Balletti Galliarden und Intraden", que contêm 39 peças vocais e instrumentais, é a mais conhecida coleção de lieder. Dentro dessa obra, Hassler publicou coleções de danças para 4, 5 ou 6 instrumentos de corda ou sopro com voz e sem contínuo. Também compôs Mein Gmuth ist mir verwirret, uma peça a 4 partes que foi depois combinada com o texto de Bernardo de Claraval, escrito em latim, em 1153 ("O Haupt voll Blut und Wunden") e usada por Bach na Paixão segundo São Mateus. Juntamente com a maioria de seus contemporâneos, Hassler procurou combinar o estilo virtuoso italiano com o estilo tradicional predominante na Alemanha. Isto foi alcançado no moteto coral, empregando o baixo-contínuo e incluindo instrumentos e ornamentação nos solos. Os motetos de Hassler mostram a combinação do antigo e do novo de modo, que refletem tanto a influência de Lassus quanto o estilo de coro a 4 partes dos Gabrielis.
Hassler é considerado um dos mais importantes compositores alemães de todos os tempos. Seu uso de técnicas italianas inovadoras, associadas às técnicas tradicionais e conservadoras alemãs, permitiram que suas composições fossem atuais sem a afetação do tom moderno. Suas canções apresentam uma combinação de literatura vocal e instrumental que não fez uso do baixo-contínuo, que, quando existente é apenas indicado como opcional, e sua música sacra introduziu as estruturas policorais italianas que influenciariam, mais tarde, muitos compositores, conduzindo-os ao período barroco.

## Obras
- Canzonette (Nuremberg, 1590)[8]
- Cantiones sacrae (Augsburg, 1591)
- Madrigais (Augsburg, 1596)
- Neüe teüsche Gesäng nach Art der welschen Madrigalien und Canzonetten (Augsburg, 1596)[8]
- Missas (Nuremberg, 1599)
- Lustgarten neuer teutscher Gesäng (Nuremberg, 1601)
- Sacri concentus (Augsburg, 1601 and 1612)
- Psalmen und christliche Gesäng (Nuremberg, 1607)[13]
- Pslamen simpliciter (Nuremberg, 1608)[13]
- Kirchengesäng (Nuremberg, 1608)
- Venusgarten (Nuremberg, 1615) (instrumental music)
- Litaney teütsch (Nuremberg, 1619)